# Euphyia subillineata
Euphyia subillineata là một loài bướm đêm trong họ Geometridae.